# ほーみーず
ほーみーずは、日本の宮城県栗原市出身の2人組YouTuberである。メンバーはちばしん、るかの2人。
主に「珍事件＆放送事故の歌」や「笑ってはいけないtiktok」や替え歌、「○○の名前だけで○○歌ってみた」やTwitter（現X）でのバズった投稿を動画を投稿している。ほーみーずのチャンネルを登録している人を「ほー民」という。チャンネル登録者数は100万人を越える。

## 概要
「東北No.1YouTuber」を目指して活動している。栗原市立栗駒中学校時代の同級生であったちばしんとるかの2人から構成されている。ちばしんによれば、るかとちばしんは中学校時代にクラスが同じだったわけでも、仲が特段良かったわけでもなかったという。名前はアメリカのヒップホップ界において「地元の仲間」を意味する隠語「ホーミー」から名付けられ、「誰でも覚えやすいように」するためにひらがな表記にしたという。有名動画シリーズとしてはタレントやYouTuberなどの有名人の「名前だけで歌ってみた」シリーズや、学校生活における「あるある動画」、「珍事件&放送事故の歌シリーズ」などがある。
るかがちばしんを誘い、2018年12月21日にYouTubeチャンネルを開設した。最初の頃、好きなYouTuberであった東海オンエアを目指しておもしろ動画を上げていたものの、再生数が伸びなかった。しかし、YouTuberの名前だけで米津玄師の『Lemon』や、あいみょんの『マリーゴールド』を歌う動画がTikTokで拡散されたことから登録者数が増えたと、るかは話している。現在はLIVEイベントでのステージパフォーマンスやMCも担当している。こす.くまが執筆した東洋経済ONLINEの記事では、ライト層をコアファンにすることができれば、ほーみーずはより成長することができるところにいると評している。
2019年5月1日、元号が「平成」から「令和」に変わるときに渋谷のスクランブル交差点にいたところ、「平成の黒歴史」について尋ねるKAI-YOU.netのインタビューを受けている。AKB48の向井地美音はYouTubeチャンネル「ゆうなぁもぎおんチャンネル」で「コラボしてみたい」として紹介し、元フジテレビアナウンサーの笠井信輔は闘病中にブログでほーみーずのことを紹介している。『水溜りボンドの青春動画荘』ではトラックダウン作業に従事している。
たすくこまやフォーエイト、のメンバーや同じ仙台出身のかっつーとも交流がある。
東北楽天ゴールデンイーグルスのファンであり、球団とYouTubeでコラボした経緯もあり、辰己涼介の登場曲として「センター」を書き下ろした。
二人が仲良くなったのは、自動車学校であるという。
2022年6月18日にYouTubeのチャンネル登録者が100万人を突破した。
2022年8月12日、るかの交際疑惑が報道され、謝罪並びに報道された内容は事実ではないことを釈明したが、ちばしんがるかのプライベートを知人の暴露系YouTuberに情報を漏洩していたことが発覚し、当面、活動を休止することを発表。
2022年8月28日「ほーみーずの今後について。」という動画で活動の再開を発表した。

## メンバー
ちばしん（1999年（平成11年）1月19日 -（26歳））
本名：千葉慎太朗。髪の色は金色（2023年7月現在）だが主にピンク色。メンバーカラーはピンク。
中学校の頃は公務員になることを夢見ていた。宮城県古川高等学校入学後は起業を漠然と夢見ていたため、かつては大学卒業後、普通に就職することを夢見ていた。また、古川高校2年生のときからラップを始め、ラップ選手権で優勝したり、ラッパーとして全国流通のミニアルバムを発表したりしたこともあった。2022年5月現在、宮城大学を卒業。2020年のインタビューでは就職活動はせず、YouTuberとして生きていくことを宣言している。2020年12月24日からはYouTubeチャンネル「NEWS USO」を開設 (現在は活動していない) し、YouTubeコンサルタントとしても活動している。ペーパードライバーである。
るか（1999年（平成11年）3月8日 -（26歳））
本名：藤原瑠華。髪の色はベージュ・青・グレーなど。メンバーカラーは青。
ほーみーずとして活動する前は工場勤務であった。2020年3月31日、勤務し始めてから丁度3年となる時に一般企業の会社員としての職を辞めた。

## 東日本大震災について
2011年3月当時、小学校6年生だった2人は栗原市内の小学校で震度7の揺れを体感し、東日本大震災で被災した経験を持つ。
るかは「帰りの会」に参加していたときに地震を体感し、電気・ガス・水道などのライフラインが断たれた空間で過ごし、1週間の停電の後に電気が通った時に沿岸部での津波被害をニュースで見て衝撃を受けたという。
当時は別の小学校に通っていたちばしんは、卒業記念制作準備中に被災し、東京に出張中の父と会えない状態で母親と共に自宅で過ごしたという。電気や水などのライフラインは止まっていたが、地元のスーパーから食料を貰って飢えを忍んだという。
このような経緯から、ほーみーずは東日本大震災後の東北を応援するオリジナルソング「もういちど」を2021年3月11日から配信している。300万円の資金調達はYouTube番組『令和の虎』で5人の企業社長にプレゼンテーションを行った結果、勝ち取ったものである。ほーみーずは2021年4月30日までの動画の広告収入を日本赤十字社を通して被災者に寄付すると表明している。4分30秒ほどの映像の中には楽天モバイルパーク宮城や福島県川俣町などで撮影した映像が入っているほか、狩野英孝や尾形貴弘などの宮城県出身の芸能人も出演している。

## 出演
- 『フリースタイルティーチャー』（ちばしん、2021年8月11日）[13]